# Skorpionspindlar
Skorpionspindlar (Solifugae), även kallade kamelspindlar, är en ordning i djurklassen spindeldjur (Arachnida).

## Systematik
Skorpionspindlar är en ordning vid sidan av andra i klassen Arachnida (spindeldjur), och omfattar ett tusental arter som delas in i tolv familjer. Spindlar i vardaglig bemärkelse är av ordningen Araneae och har därför ingen närmare släktskap med skorpionspindlar än att de tillhör samma klass.

### Evolution
Solifugae divergerade från övriga artropodklader för mer än 300 miljoner år sedan.
 
Tidigare utvecklingshistoria är okänd, men tros ligga minst ytterligare 50 miljoner år tillbaka. Det äldsta fossilfyndet av en skorpionspindel hittades i Kamienna Góra, Polen, och anses vara en 330 miljoner år gammal Schneidarachne saganii.  Deras trakésystem liknar insekternas men har utvecklats helt oberoende av dessa.
Skorpionspindlarnas speciella ögon har föreslagits vara det sista steget i utvecklingen mellan enkla punktögon och fasettögon, och en vidare utveckling av fasettögon till enkla ögon.[källa behövs]

## Utseende och anatomi

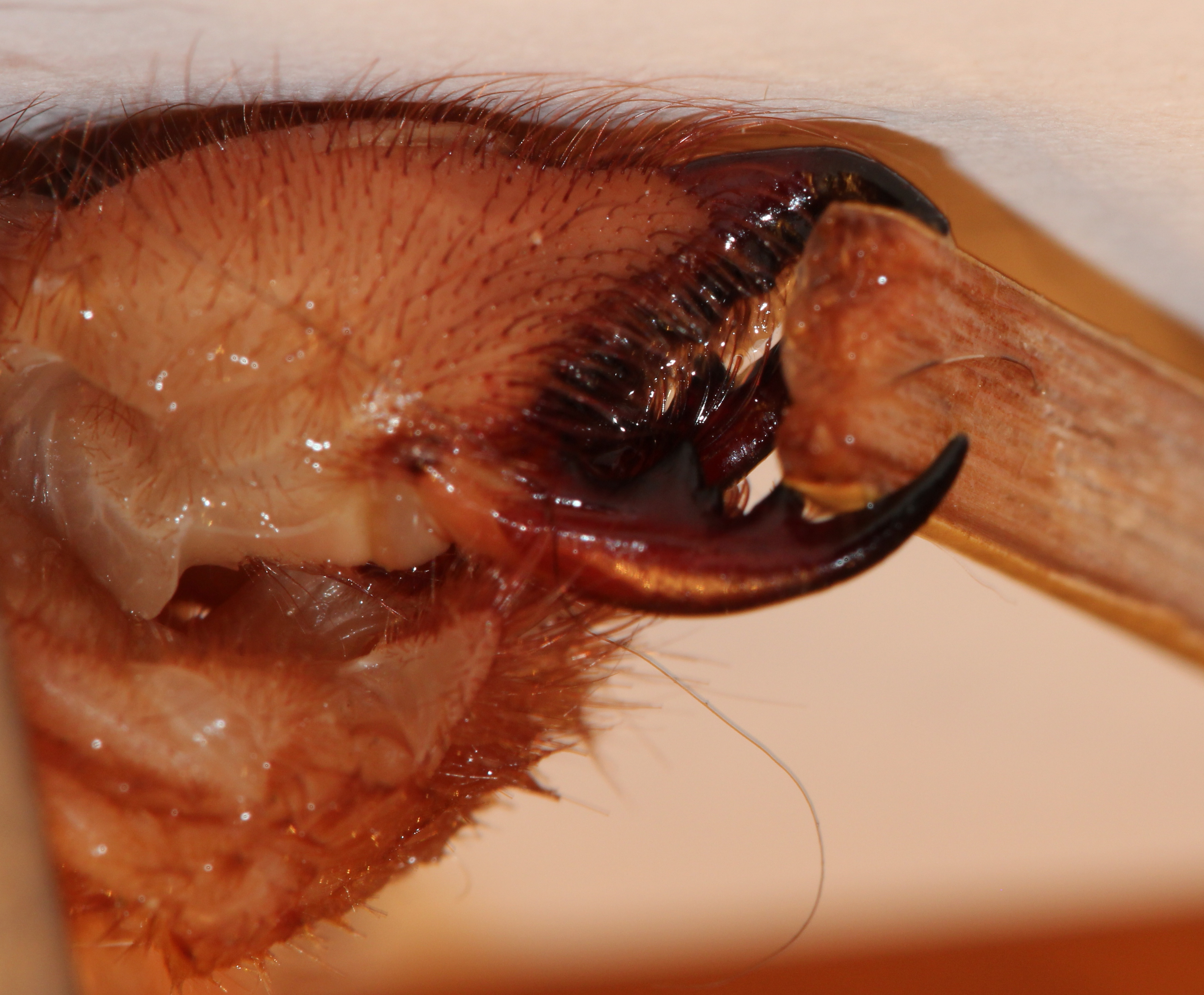
Chelicererna, visat ifrån den laterala sidan.

Skorpionspindlar är normalstora spindeldjur, med en kroppsstorlek på några millimeter hos de minsta arterna och upp till sju centimeter hos de största arterna.
Kroppen hos skorpionspindlar är som hos andra spindeldjur uppdelad i två delar, framkropp (prosoma) och bakkropp (ophistosoma). Det mest iögonfallande draget hos skorpionspindlarna är dess enorma käkar (chelicherer) som ibland är lika stora som resten av framkroppen. Käkarna består av två segment och har hos hannarna en flagell. Käkarna saknar giftkörtlar, så ett bett från en skorpionspindel är aldrig giftigt. Till skillnad från spindlar, vars matspjälkning sker externt, sker matspjälkningen hos skorpionspindlarna internt. Till detta har de tandliknande mundelar som finns längst fram på käkarna. Genom att röra käkarna fram och tillbaka fungerar tänderna som en såg vilken sönderdelar bytet. Inne i käkarna finns ett organ för stridulation som låter när käkarna gnids mot varandra.
Framdelen av framkroppen är mycket stor på grund av de stora muskler som hör till käkarna, och de har en enda stor sammanhängande ryggsköld, ett propelidium. Pedipalperna är utvecklade till långa griporgan, som används till exempelvis jakt och vätskeintag. Av skorpionspindelns fyra benpar används de tre bakersta som gångben. Det främsta benparet är mindre än de övriga, och inte lika kraftigt byggt och används som känselspröt. Hos en del arter har pedipalperna vidhäftande förmåga och kan användas för att klättra. Bakkroppen är, till skillnad från hos de egentliga spindlarna, ordentligt segmenterad med tio tydliga samt ett förkrympt elfte segment. 

### Fysiologi
Merparten av djuren i gruppen palpkäkar använder specialiserade extremiteter som pedipalper hos spindlar eller telson hos skorpioner för att immobilisera och döda sitt byte medan skorpionspindlar immobiliserar bytet genom att krossa och sönderdela det med sina kraftigt byggda käkar. Käkarna används också vid parning då hanen använder dem för att positionera honans kropp och föra in spermatoforen i henne. De används även för försvar och för att gräva hålor.
Längst ut på pedipalperna har skorpionspindlarna ett sugorgan som huvudsakligen används för att fånga byten men också kan användas vid klättring på släta ytor då spindeln drar sig upp endast med hjälp av dessa och pedipalperna och inte använder benen. Flera observationer har visat att pedipalperna även används vid parning, skaffa vatten, gräva hålor och som ett kamporgan.
Till skillnad från många spindlar som har boklungor, har skorpionspindlarna enbart trakéer. Detta gör att skorpionspindlarna kan utföra ihållande aerobt arbete som att springa snabbt, men även befinna sig i syrefattiga och koldioxidmättade miljöer som sina djupa hålor. Trakéerna gör också att skorpionspindlarna förlorar väldigt lite vätska i samband med respiration jämfört med djur med lungor. Deras respiratoriska system är mycket likt insekternas men har utvecklats oberoende av varandra.
På det fjärde benparet sitter en grupp med känselorgan (malleoli) vars funktion inte är helt förstådd, men antas kunna uppfatta vibrationer i marken för att upptäcka potentiella byten, fiender och partners. Skorpionspindlar kan klara temperaturer upp till 50 grader celsius och kan överleva under vatten i upp till ett dygn.

## Utbredning
Skorpionspindlar förekommer i tropiska eller subtropiska ökenområden. De trivs främst i sandiga och torra habitat med liten vegetation. De förekommer i alla torra områden på de flesta kontinenter förutom Australien, Antarktis och Arktis. Skorpionspindlar är vanliga i norra Afrika, Mellanöstern och sydvästra Amerika och Mexiko. 

## Ekologi

### Livscykel
Parning sker en gång om året via direkt eller indirekt överföring av sperma. Vid indirekt överföring griper hanen tag i honan och får över henne på rygg. Hanen sänder ut en spermatofor som han med hjälp av sina chelicheter för in i honans genitala por. Vanligen närmar sig hanen en hona med utsträckta pedipalper. Honan kan då svara aggressivt och försöka attackera hanen eller bli lugnad genom att hanen stryker honan med sina pedipalper vilket leder till att honan blir orörlig. Om honan reagerar aggressivt följer en våldsam parningsakt där hanen låser sig fast i honan och paralyserar henne med ett eller flera bett.
Solifugae genomgår flera olika stadier. Honan gräver ett hål där hon lägger 50-200 ägg. Hos vissa arter vaktar honan äggen till dess att de kläcks ca 4 veckor senare. Under denna tid svälter honan och måste därför skapa reservoarer innan själva äggläggningen. Skorpionspindlar börjar sedan livet som post-embryo där ca 9-10 individer når nymfstadiet och avslutar sedan med ett adult stadium. De har en livslängd på högst ett år.

### Biotop och föda
Skorpionspindlar lever i varma och torra biotoper som öknar och halvöknar, men då de är nattaktiva djur på jakt efter skydd mot solen har en del arter lyckats förflytta sig samt anpassa sig till gräs- och skogsområden.
Solifugae är ospecialiserade rovdjur, deras huvudföda består av termiter, men när de övergår till sitt adulta stadium övergår de till att också jaga större bytesdjur som gnagare, mindre reptiler och spindeldjur. Studier visar att dessa lättrörliga djur har förmågan att täcka en stor yta i varierande miljöer i sin jakt på föda där de, beroende på art, antingen gräver ner sig själva i sanden och inväntar sitt byte eller förföljer det.
Pedipalperna lokaliserar bytet för att därefter oskadliggöra det med sina enorma chelicerer, efteråt sker urlakning samt finfördelning av bytets kropp tills det slutligen övergått till en vätskeliknande form som då intas via svalget med hjälp av pedipalperna vilka nu fungerar som inmatningsarmar. En del arter lägger uppemot en tiondel av sin tid åt att förbereda kroppen innan själva förtärandet genom att avlägsna delar med högt kitininnehåll som huvud, vingar och antenner.

### Predatorer
I deras habitat råder det ofta födobrist varför de utgör bytesdjur åt mindre däggdjur, större kräldjur samt även rovfåglar, som ugglor.

## Skorpionspindlar och människan
Skorpionspindeln har många rykten om sig som överdriver dess farlighet för människor, mycket tack vare amerikanska soldater som tjänstgjort i Irak och överdrev sina berättelser när de kom hem; till exempel att skorpionspindlarna jagade och åt människor och att de kunde jämföras med en människans ben i storlek. Skorpionspindlarna är visserligen rovdjur, och även om deras bett gör ont är de varken giftiga eller dödliga, och människor är inte ett av deras primära byten. Ryktet om att de jagar människor stämmer delvis, eftersom de under dagen vill vara i skuggan och därmed kan jaga en människa som kastar en (namnet Solifuge betyder “solundvikare”, eller “att fly från solen”). Av samma anledning kan de stå bredvid en människa utan att vilja komma åt människan i egentlig mening. De är snabba för sin storlek, men kommer inte upp i mer än 16 km/tim.

### Namn
Trivialnamnet skorpionspindlar anspelar på att deras försvarsställning påminner om skorpionens och att de i övrigt liknar spindlar.